# Rhinocricus weberi
Rhinocricus weberi är en mångfotingart som beskrevs av Pocock 1894. Rhinocricus weberi ingår i släktet Rhinocricus och familjen Rhinocricidae. Inga underarter finns listade i Catalogue of Life.